# Rinsenegg
Rinsenegg je naselje občine Cirkno v okraju Šmohor na Koroškem v Avstriji.